# Jennie Linden
Jennie Linden (née le 8 décembre 1939 à Worthing) est une actrice anglaise de cinéma et de télévision. Elle est surtout connue en France pour son rôle d'Ursula dans Love (1969) de Ken Russell.

## Filmographie

### Cinéma
- Meurtre par procuration (1964) de Freddie Francis
- Docteur Who contre les Daleks (1965) de Gordon Flemyng
- Love (Women in love) (1969) de Ken Russell
- Vu du grenier (Blick vom Dachboden / Pogled iz potkrovlija) (1974) de Bernard Fein
- Valentino (1977) de Ken Russell

### Télévision
- Quadrille des homards (Chapeau Melon et Bottes de Cuir) (1964) Katie
- The Saint : The man who could not die (1965) réalisé par Roger Moore : Moyna Standford
- The Saint :  The Reluctant Revolution (1966) : Diane Holbrook
- The Champions : The gilded cage (1969) : Samantha Killen
- The Rivals (1970)
- 1970 : Amicalement vôtre (The Persuaders) : Le Coureur de Dot (To the Death, Baby), de Basil Dearden (série télévisée) : Shelley Masterton
- Little Lord Fauntleroy (1976)
- Lillie (1978)
- Chancer (1990)
- Trainer (1991)